# Heulstraat

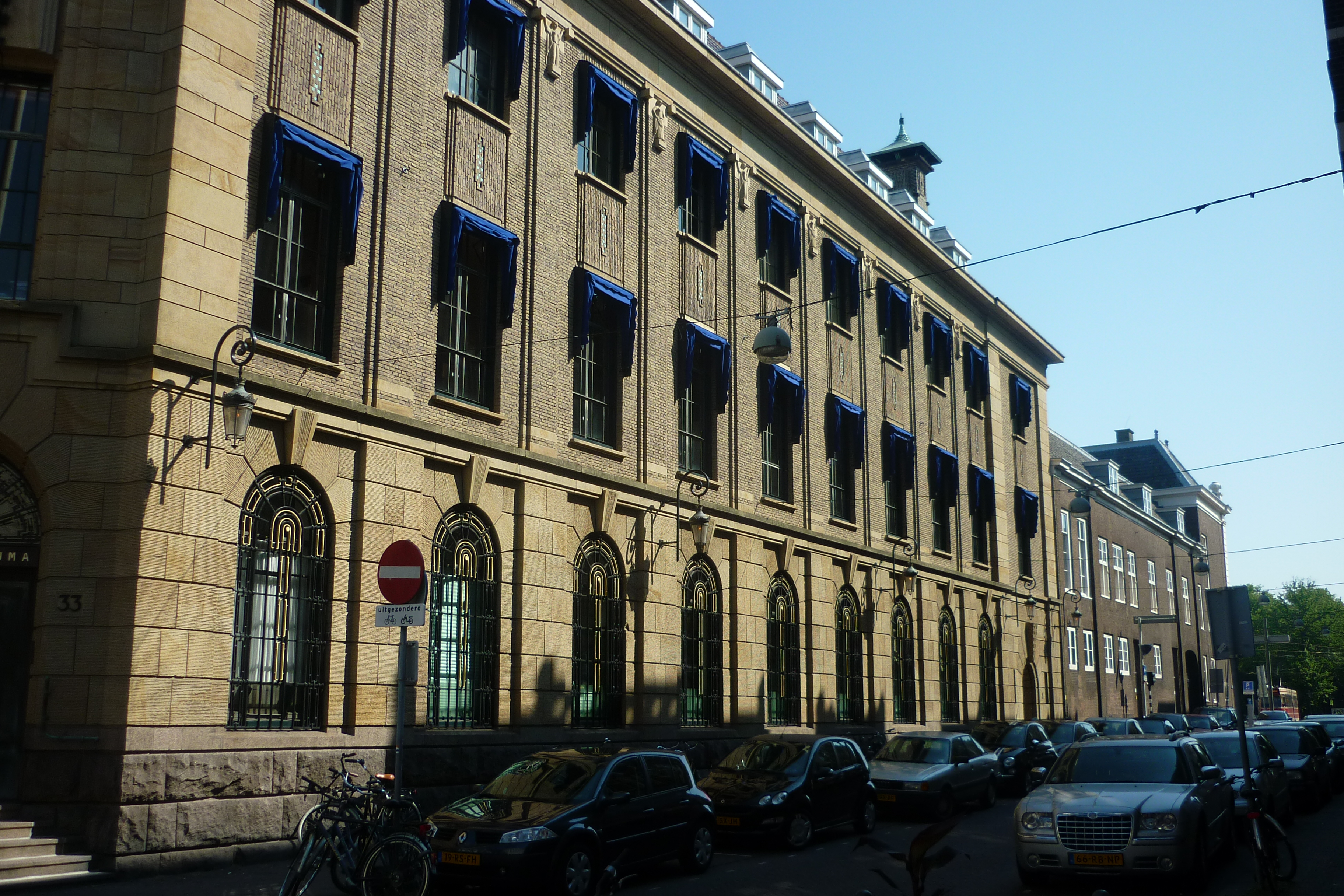
Aan de westzijde van de Heulstraat bevinden zich de zijgevels van het Paleis Kneuterdijk uit 1717 en het voormalige gebouw van De Nederlandsche Bank uit 1884.

De Heulstraat in Den Haag is een korte, eeuwenoude straat tussen het Noordeinde en de Kneuterdijk. De naam verwijst naar de heul of houten brug die over de Haagse Beek toegang tot de straat gaf.

## Van Noord naar Zuid
In de Heulstraat zijn aan de oostkant een aantal winkels en tussen die winkels bij nummer 21 is de ingang van een parkeergarage met 86 plaatsen. Boven de winkels zijn drie verdiepingen met appartementen.
De westkant wordt geheel in beslag genomen door enkele panden die bij paleis Kneuterdijk horen en een bankgebouw (Noordeinde 33) waar tot 1994 De Nederlandsche Bank zat. Na een gebruik als kantoorruimte zal het in 2017 worden verbouwd tot hotel. Nummer 10 is een rijksmonument. Op de foto zijn de bomen van het Lange Voorhout te zien.

## Historie

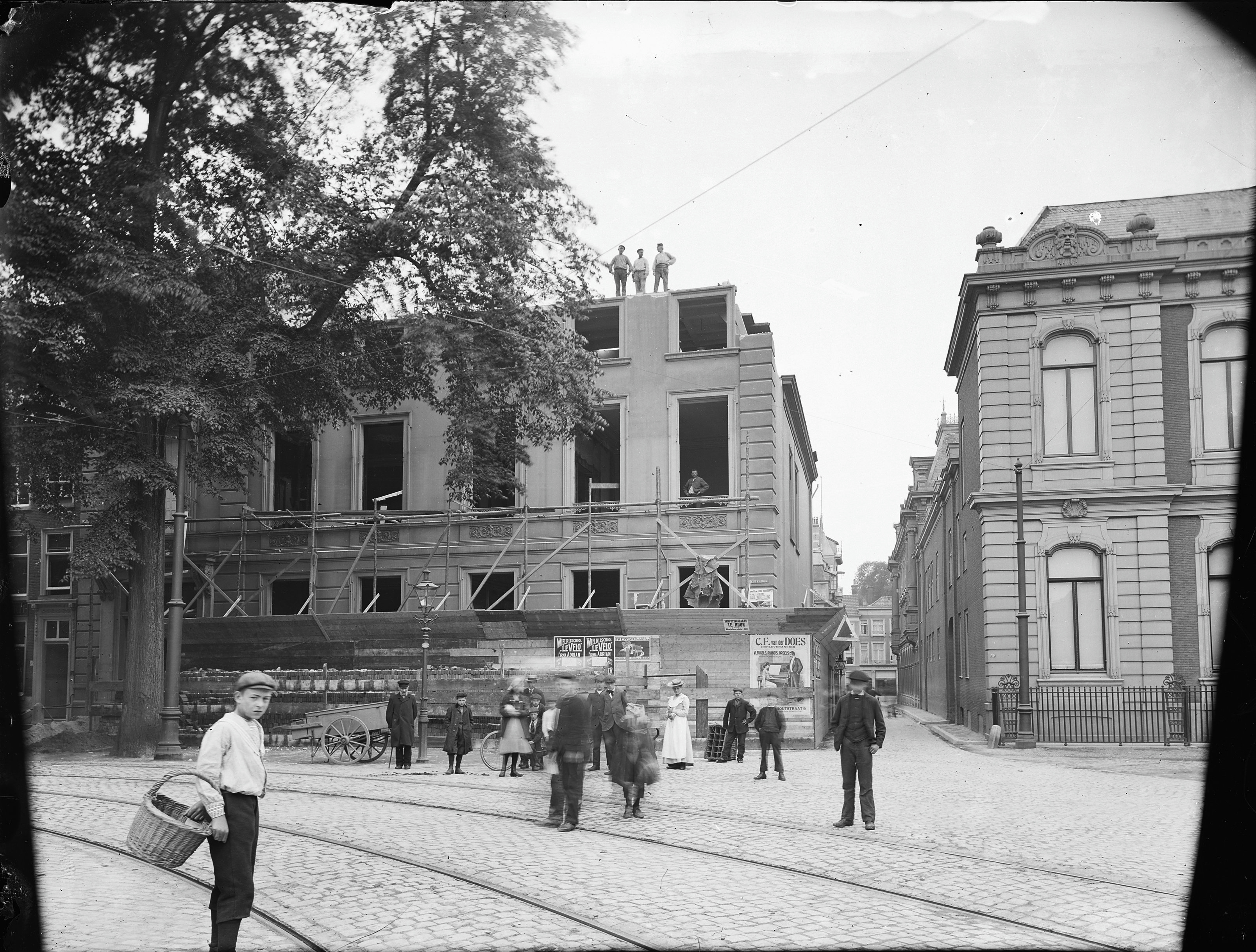
Hoek Heulstraat en Kneuterdijk, tijdens de verbreding van de Heulstraat in 1906

Vroeger liep de Haagse Beek via de Zeestraat en het Noordeinde door de Heulstraat naar de Hofvijver.

#### Prinsjesdag
De gouden koets brengt op Prinsjesdag de koningin van het Paleis Noordeinde via de Heulstraat, het Lange Voorhout en de Korte Vijverberg naar het Binnenhof. Een deel van de route is sinds 2009 aangegeven door gouden kroontjes op de lantaarns.

#### G de Graaff Sigaren en Chocolaad

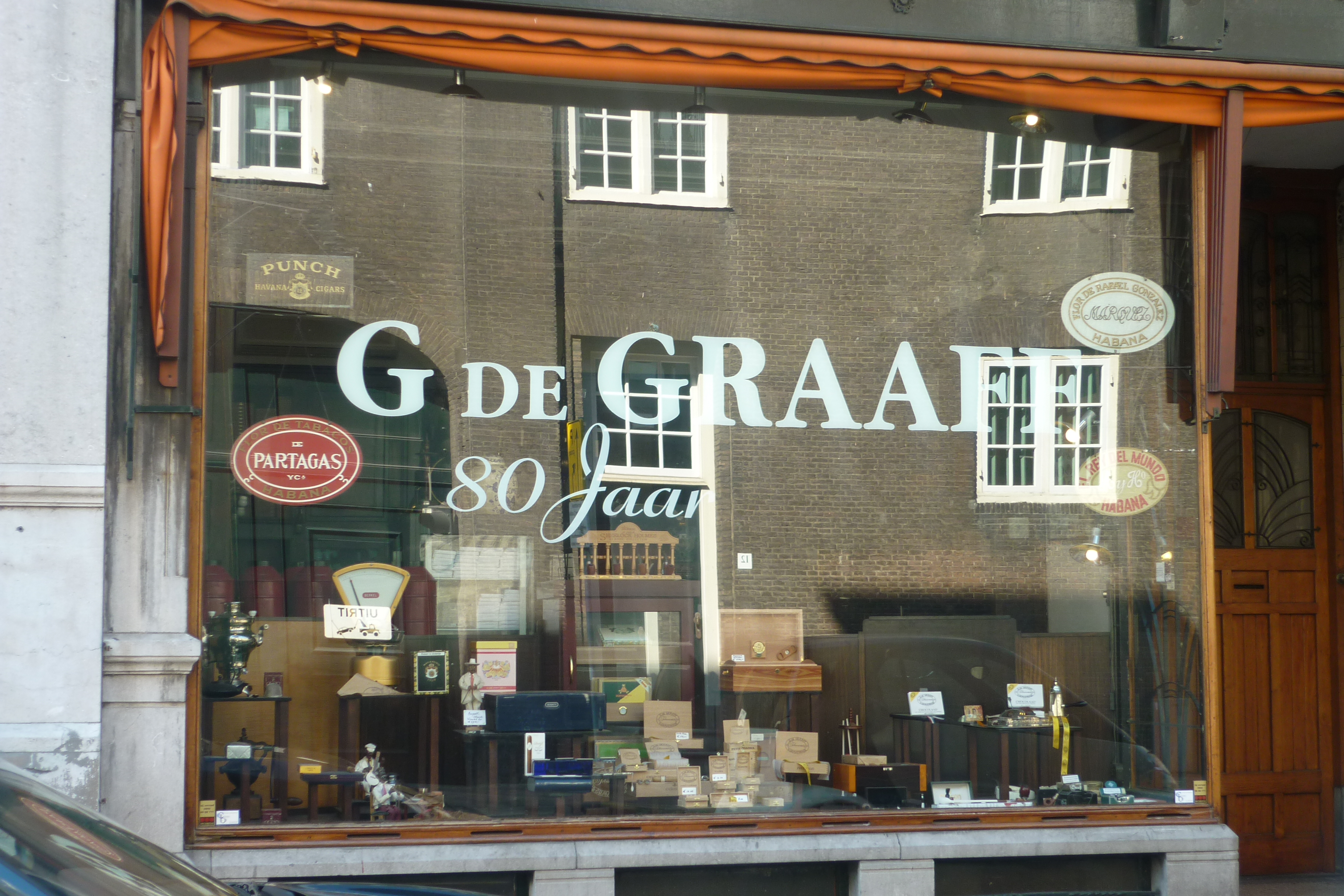
G de Graaff

Drie generaties lang heeft De Graaff op nummer 27 een winkel gehad waar sigarenrokers speciaal voor naar Den Haag kwamen of hun bestelling deden, zoals Winston Churchill, Bill Clinton en Konrad Adenauer. Frits de Graaff woonde boven de winkel, hij maakte niet alleen sigaren maar ook zijn eigen vlinderdasjes. Zijn zoon Robbert de Graaff ging in 2005 met pensioen, de zaak werd overgenomen door derden. In 2018 werd de winkel gesloten en verhuisde het aanbod van De Graaff naar een sigarenzaak op de nabijgelegen Kneuterdijk.

#### Edgar Vos
Op nummer 13 is de winkel van de in 2010 overleden modeontwerper Edgar Vos.

#### Hoekpanden
Op de hoek van het Noordeinde bevindt zich aan de ene kant een winkel waar tot enkele jaren geleden tapijten werden verkocht, aan de andere kant staat een bankgebouw, vroeger van De Nederlandsche Bank.
Op de hoek van de Kneuterdijk bevindt zich het Paleis Kneuterdijk, in de Heulstraat is de toegang tot de binnenplaats. Op de andere hoek was tot 2020 restaurant Garoeda, voorheen de winkel Boeatan van de Koninklijke Vereeniging 'Oost en West' gevestigd.

#### Herdenkingsplaquette 1848

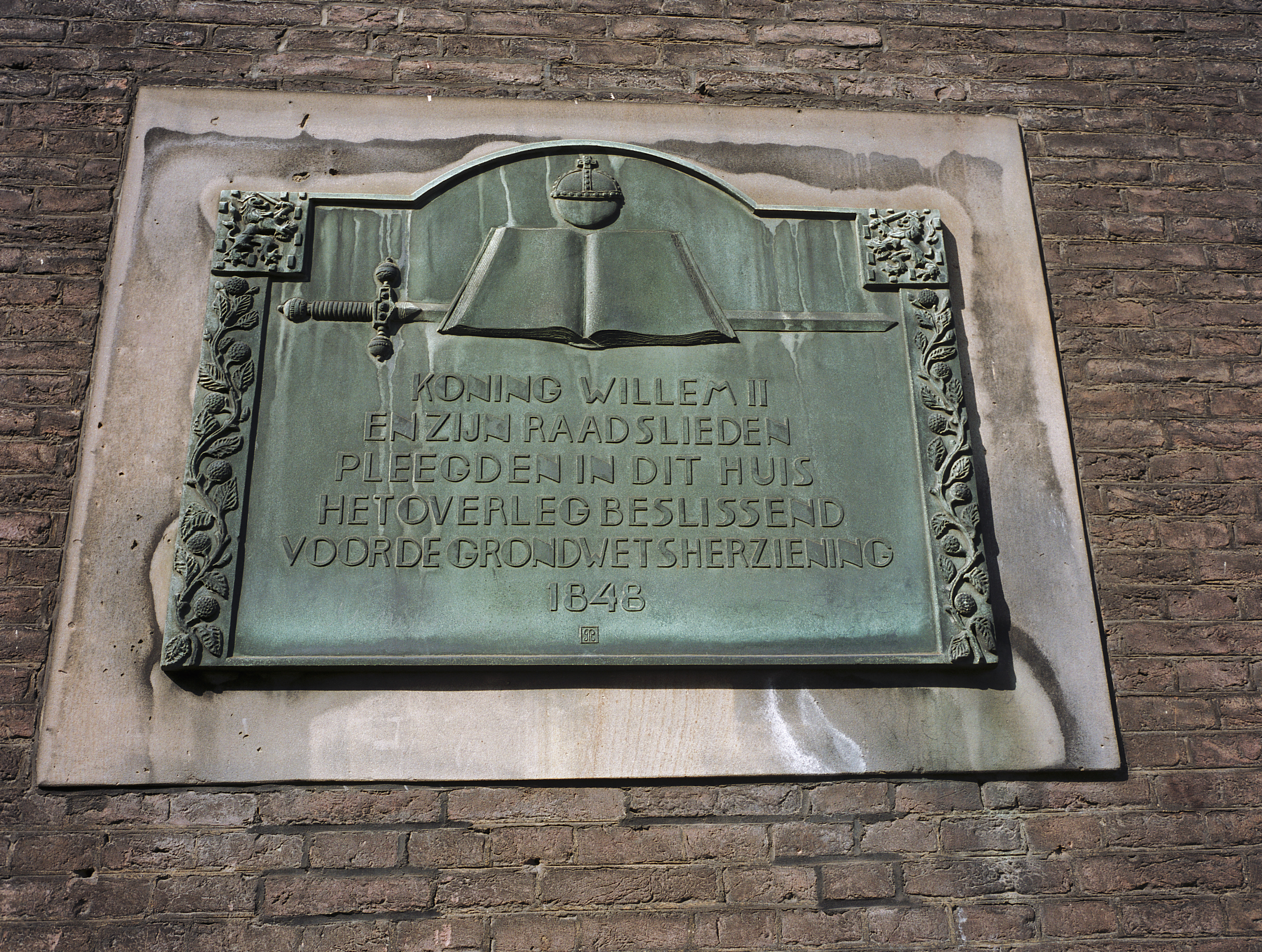
Bronzen herdenkingsplaquette grondwetsherziening van 1848

In de zijgevel van Paleis Kneuterdijk aan de Heulstraat, bevindt zich nabij de Kneuterdijk een bronzen plaquette, die de beraadslagingen in het paleis memoreert, welke in 1848 leidden tot de Grondwetsherziening van 1848, waarin de macht van de koning werd beperkt ten gunste van het parlement. Deze nieuwe grondwet legde de basis voor de huidige parlementaire democratie in Nederland. De plaquette werd onthuld op 3 november 1948, precies honderd jaar na de afkondiging van de nieuwe grondwet in het paleis. Het monument is een ontwerp van van Gra Rueb en meet 100 bij 140 centimeter. Op de plaquette staan afbeeldingen van een Rijksappel, Rijkszwaard en een opengeslagen boek dat de grondwet voorstelt. In de beide bovenhoeken twee rijkswapens, waaronder langs de zijden twee guirlandes. In reliëf staat de tekst: Koning Willem II en zijn raadslieden pleegden in dit huis het overleg beslissend voor de grondwetsherziening 1848

#### Bewoners
Op nummer 17 woonde J.W.G.M. Staal in 1933, hij was de eigenaar van diverse Bugatti's waarmee hij onder andere de Rally van Monte Carlo reed.
Straten: Achterom · Alexanderstraat · Van Alkemadelaan · Amaliastraat · Amsterdamse Veerkade · Benoordenhoutseweg · Bezuidenhoutseweg · Cantaloupenburg · Denneweg · Fluwelen Burgwal · Geest · Gravenstraat · Groenewegje · Groot Hertoginnelaan · Grote Marktstraat · Herengracht · Heulstraat · Hogewal · Hooigracht · Javastraat · Juffrouw Idastraat · Kazernestraat · Kneuterdijk · Korte Vijverberg · Korte Voorhout · Laan Copes van Cattenburch · Laan van Meerdervoort · Laan van Nieuw Oost-Indië · Lange Beestenmarkt · Lange Poten · Lange Vijverberg · Lange Voorhout · Lijnbaan · Mallemolen · Mauritskade · Melis Stokelaan · Van Merlenstraat · Molenstraat · Nassaulaan · Nieuwe Haven · Nieuwe Schoolstraat · Nieuwe Uitleg · Nobelstraat · Noordeinde · Oude Boomgaardstraat · Oude Molstraat · Parkstraat · Paviljoensgracht · Piet Heinstraat · Prinsegracht · Prinsessegracht · Prinsestraat · Rijswijkseweg · Riouwstraat · Schalk Burgerstraat · Schedeldoekshaven · Schelpkade · Schenkkade · Scheveningseveer · Scheveningseweg · Schuddegeest · Slijkeinde · Smidswater · Sophialaan · Sportlaan · Spui · Spuistraat · Surinamestraat · Theresiastraat · Torenstraat · Tournooiveld · Trekvlietplein · Turfmarkt · Vaillantlaan · Vondelstraat · Wagenstraat · Weimarstraat · Westeinde · Wijnhaven · Witte de Withstraat · Zeestraat

Pleinen: Alexanderplein
· Anna Paulownaplein
· Bankaplein
· Binnenhof
· Buitenhof
· Burgemeester De Monchyplein
· Clioplein
· Elandplein 
· Esperantoplein
· Groenmarkt
· Grote Markt
· Hofplaats
· Kerkplein
· Koningsplein
· Loosduinse Hoofdplein
· Malieveld
· Muzenplein
· Nassauplein
· Plaats
· Plein
· Plein 1813
· Prins Hendrikplein
· Prinsenvinkenpark
· Regentesseplein
· Rond de Grote Kerk
· Spuiplein
· Tournooiveld
· Vaillantplein
· Varkenmarkt
· Visbanken
· Wijnhaven